# Ахмед, Али
Али Ахмед (англ. Ali Ahmed; род. 10 октября 2000, Торонто) — канадский футболист эфиопского происхождения, защитник клуба «Ванкувер Уайткэпс» и сборной Канады.

## Клубная карьера
Ахмед — воспитанник клуба «Ванкувер Уайткэпс». 24 апреля 2022 года в матче против «Остина» он дебютировал в MLS. 2 апреля 2023 года в поединке против «Клёб де Фут Монреаль» Али забил свой первый гол за «Ванкувер Уайткэпс». 

## Международная карьера
В 2023 году Ахмед был включён в состав национальной команды для участия в Золотом кубке КОНКАКАФ. 28 июня в матче против сборной Гваделупы Али дебютировал за сборную Канады. 